# 37279 Hukvaldy
37279 Hukvaldy este un asteroid din centura principală de asteroizi.

## Descriere
37279 Hukvaldy este un asteroid din centura principală de asteroizi. A fost descoperit pe 22 decembrie 2000 la Observatorul din Ondřejov de Petr Pravec și Peter Kušnirák. Asteroidul prezintă o orbită caracterizată de o semiaxă mare de 2,67 ua, o excentricitate de 0,16 și o înclinație de 8,4° în raport cu ecliptica.